# Borough of Castle Point
Castle Point är ett distrikt (motsvarande kommun) i grevskapet Essex i England, Storbritannien. Distriktet har 89 731 invånare (2022).
Förutom huvudorten Thundersley är Canvey Island den enda större orten. Canvey Island är också distriktets enda civil parish.  Resten av distriktet saknar civil parishes.